# Staci Keanan
Staci Keanan (eigentlich Anastasia Love Sagorsky, * 6. Juni 1975 in Devon, Pennsylvania) ist eine US-amerikanische Schauspielerin.

## Leben
Bekanntheit erlangte Staci Keanan Ende der 1980er Jahre als Hauptdarstellerin in der Serie Ein Vater zuviel. Später machte sie vor allem in der Rolle der Dana Foster in der Sitcom Eine starke Familie (1991 bis 1998) auf sich aufmerksam. Danach war Keanan gelegentlich in kurzen Gastauftritten in Cybill und Superman – Die Abenteuer von Lois & Clark zu sehen. Zudem trat sie in Kinoproduktionen wie Stolen Poem (2004), Hidden Secrets (2006), Sarah’s Choice (2009) und Holyman Undercover (2010) auf.
Keanan schloss 2002 an der UCLA ein Kunstgeschichte-Studium mit dem Bachelor-Grad ab. Nach dem Ende ihrer Schauspielkarriere studierte sie erfolgreich Jura an der Southwestern Law School und arbeitet seit ihrer Zulassung 2013 unter ihrem Geburtsnamen Anastasia Sagorsky in Los Angeles als Rechtsanwältin. Seit dem 11. Februar 2017 ist sie mit dem Schauspieler und Produzenten Guy Birtwhistle verheiratet.

## Filmografie (Auswahl)
- 1987–1990: Ein Vater zuviel (My Two Dads, Fernsehserie, 60 Episoden)
- 1990: Stimme des Todes (Lisa)
- 1990: Im Namen der Liebe (Casey’s Gift: For Love of a Child, TV)
- 1990–1991: Zwischen Couch und Kamera (Going Places, Fernsehserie, 19 Episoden)
- 1991–1998: Eine starke Familie (Step by Step, Fernsehserie, 160 Episoden)
- 1995: Ski Hard
- 1997: Nowhere
- 1997: Superman – Die Abenteuer von Lois & Clark (Lois & Clark: The New Adventures of Superman, Fernsehserie, eine Episode)
- 1998: Diagnose: Mord (Diagnosis Murder, Fernsehserie, Episode: Mord am Hochzeitstag)
- 1998: Cybill (Fernsehserie, eine Episode)
- 2004: Stolen Poem
- 2006: Hidden Secrets
- 2009: Sarah’s Choice
- 2010: Holyman Undercover
- 2010: Death and Cremation